# 鏖殺の凶鳥
『鏖殺の凶鳥』（おうさつのフッケバイン）は、佐藤大輔による日本のSF小説。富士見書房より2000年に新書版で刊行された。副題は『1945年ドイツ・国籍不明機撃墜事件』。2003年に角川文庫から『凶鳥〈フッケバイン〉 ヒトラー最終指令』（フッケバイン ヒトラーさいしゅうしれい）のタイトルで文庫化されている。2023年3月8日に、中央公論新社より同じ作者の『黙示の島』と本作を収録した『凶鳥〈フッケバイン〉／黙示の島』（フッケバイン／もくしのしま）が刊行されている。

## ストーリー
第二次世界大戦末期の1945年4月12日、崩壊しつつあるドイツ第三帝国に、正体不明機が墜落する。それはドイツ空軍が「フッケバイン」と呼称し、アメリカなどでは「フー・ファイター」と呼ばれている謎の円盤状の航空機だった。
第三帝国総統アドルフ・ヒトラーは不明機の回収を命令。回収部隊には東部戦線でソヴィエト軍と交戦していたドイツ国防軍のグロスマイスター大尉率いる降下猟兵中隊が選ばれ、不明機の墜落地点に近い田舎街、カッツェンボルンへと派遣される。
一方、カッツェンボルンではユダヤ人の科学者と技術者をトラックで移送中に道に迷った親衛隊がやって来る。元国防軍伍長でカッツェンボルンの民間防衛隊長であるバウルは、ガソリンを提供することを対価に、先日街の東に墜落した不明機の調査を親衛隊に依頼する。親衛隊は町役場にユダヤ人らを収容後、バウルとともに不明機の墜落地点に調査へ向かったが、それきり行方不明となってしまう。
後日、グロスマイスター大尉が率いる回収部隊はカッツェンボルンへと到着し、街で情報収集をした後に墜落地点への調査へと向かった。だがそこで回収部隊が遭遇したのは、既存の航空機とは異なる奇妙な見た目をした円盤状の不明機と、異常な状態と化して自我を失い、「異形者」とも表すべき存在に変貌した親衛隊の隊員たちの姿だった。
異形者たちと交戦した回収部隊はカッツェンボルンへと撤退し、民間人の避難と異形者迎撃の準備を進める。しかし市内に入り込んだ異形者たちは住民を襲い、襲った住民を仲間にすることで瞬く間にその数を増やしていく。カッツェンボルンの街は地獄と化し、回収部隊の兵士たちも一人、また一人と減っていった。
街の外れにある修道院へと避難した回収部隊と住民、そして親衛隊により町役場へと収容されていたユダヤ人たちは、不明機回収のために遅れて到着する予定の増援部隊の到着を待って籠城戦を始める。

## 主要登場人物
マクシミリアン・フォン・グロスマイスター
ドイツ国防軍降下猟兵中隊の指揮官。階級は大尉。愛称はマックス。騎士道精神に溢れる騎士十字章佩用者で、降下猟兵の大半が空軍に移管された中で唯一陸軍所属の降下猟兵中隊を率いている。当初は東部戦線でベルリン防衛の任に就いていたが、墜落機「フッケバイン」の回収任務を行う回収部隊の指揮官に任命され、中隊を率いて墜落地点の近くに位置する街、カッツェンボルンへと赴く。
ハラルト・オスター
グロスマイスター大尉の中隊で最先任下士官を務める若き曹長。26歳。愛称はハル。数多くの実戦経験を持つ兵士だが、戦前は大学で哲学を学ぶ学生だった。グロスマイスターとは命令をやり取りする時以外は愛称で呼び合っている。グロスマイスターらとともに回収任務に派遣される。
レイラ・ウィンターボーン
親衛隊に捕らわれていたイギリス人女性。親衛隊のトラックでどこかへと移送される中、カッツェンボルンの街へと着く。親衛隊がどこかへ消え去った後にカッツェンボルンに現れたグロスマイスターを、当初はナチスの人間として嫌っていたが、次第に彼のことを理解するにつれて互いに打ち解けていく。
ヘルムート・ゲルトマン
ユダヤ人の学者。レイラらとともに親衛隊に移送される中、カッツェンボルンへと着く。移送前はチェコの秘密研究所で核兵器の開発に従事させられていた。ノイホルスト会議参加者の一人。
ヨセフィーヌ・クニッケ
カッツェボルンに暮らす少女。6歳。愛称はぺピ。深夜に異常な様子の人々を目撃し、カッツェンボルン住民で最初に「異形者」を目撃した人物となる。カッツェンボルンを訪れたグロスマイスターのことをその名前（Großmeister）から「騎士団長さま」と呼び慕い、後に実質的な保護者的立場になったレイラにも懐くようになる。
フランツ・ブライエル
カッツェンボルンにある聖オルカンナ十字会の修道院院長。禿げかかった頭をカッツェンボルンの子供たちに怖がられているが、ぺピからは「ブライエル院長さま」と呼び慕われている。ドイツ帝国陸軍の兵士として第一次世界大戦に従軍した過去を持ち、50代も半ばを過ぎた年齢でありながら頑健な肉体を持っている。グロスマイスターから依頼され、異形者に襲われる住民たちを修道院へ避難させる。
ヴェルナー・バウル
カッツェンボルンの民間防衛隊隊長。以前は国防陸軍の歩兵伍長だったが、ノルマンディー上陸作戦後のカーン防衛戦で右足を負傷し、軍を廃疾除隊した。カッツェンボルンの街にトラックに乗って迷い込んできた親衛隊に、ガソリンの提供を対価に墜落機の調査を依頼し、自身も親衛隊とともに墜落機調査に向かったが、それきり行方不明となる。
リスル・ヘニケ
カッツェンボルンで唯一の保育園に勤めている代用保母。29歳で独身。幼馴染のバウルに思いを寄せている。ペピからは「ヘニケ先生」と呼ばれて信頼されており、バウルと親衛隊が行方不明になった後日、ペピから深夜に異常な様子の人々を見たという話を聞かされた。後にカッツェンボルンに回収部隊がやって来たときには、オスター曹長と互いに無意識のうちに両想いの関係となる。
ルーパート・キャロウェイ・ジュニア
アメリカ陸軍中尉。カッツェンボルンの付近でグロスマイスターらに捕まり、捕虜となる。ドイツから技術と人材を回収するペーパークリップ作戦に従事しており、「ペーパークリップ対象S567」にしていされたフッケバインを追って墜落地点を探索していた。後にグロスマイスターから武器を渡され、カッツェンボルンの防衛戦で共闘する。
マルティン・ヴェッセル
親衛隊所属のSS中尉。航空機の専門家としてグロスマイスター大尉ら回収部隊に同行するが、実質的な監視役となっている。
エルンスト・ハイムマン
武装親衛隊ティーゲル戦闘団の指揮官。階級はSS少佐。不明機回収部隊の増援として派遣された戦闘団を率い、自身もE-100試作超重戦車に搭乗してカッツェンボルンを目指す。
オットー・スコルツェニィ
武装親衛隊のSS少将。パンツァーファウスト作戦やミッキーマウス作戦など数々の特殊作戦を手掛けてきた特殊作戦の専門家で、連合軍から「ヨーロッパでもっとも危険な敵の一人」と断じられている。ヒトラーから直接の命令を受けてフッケバインの回収作戦を立案し、グロスマイスター大尉が率いる国防軍降下猟兵中隊を回収部隊として派遣する。
アドルフ・ヒトラー
ドイツ第三帝国総統。スコルツェニーSS少将にフッケバインの回収を命じる。

## 用語
フッケバイン
ドイツ空軍のMe262に撃墜され、南東ドイツに墜落した正体不明機。アメリカなどでは「フー・ファイター」「幽霊戦闘機」とも呼ばれている。円盤型をした奇妙な形状をしており、急角度での旋回や空中静止を行える驚異的な機動性、墜落しても外装の損傷を見せない強靭な防御力を誇るほか、白色の光線を放つ光線兵器などを搭載している。飛行時には機体が発光する。その正体は地球外生命体のUFOで、1908年にシベリアで墜落した母船から脱出した子機のひとつ。墜落時の損傷を修理する労働力を集めるべく、墜落地点近くのカッツェンボルンの住民らを「異形者」に変える。
カッツェンボルン
ベルリンの南100㎞程に位置している田舎街。オットー・スコルツェニー曰く「ドイツの隅々にいたるまで鉄路を敷きたがる国鉄（ライヒスバーン）からも無視されたような街」で、戦況の悪化により通信・交通網も遮断された陸の孤島。最近の統計による人口は674人、ただし役人や廃疾除隊者を除く男性達は国民突撃隊に召集されており、実際の人口はより少ない。爆撃目標となるものがないので連合軍の爆撃も受けておらず、実質的に戦争と無縁の土地と化している。また、街外れに聖オルカンナ十字会の大きな修道院がある。付近にフッケバインが墜落したことで地獄と化す。
異形者
心理操作でフッケバインに連れ込まれ、フッケバインに操られた人々。個人の意思を吸い取られて死体同然の状態と化しており、機械のように労働力として動く。銃撃して倒れてもすぐ立ち上がり、機銃掃射で胴体を引き千切っても上半身だけで動き回るほか、異常なまでの身体能力を持つようになっている。しかし頭を潰すと、ただただ放浪するだけとなる。機体を修理する労働力を求めていたフッケバインによってカッツェンボルン住民や親衛隊、回収部隊の隊員らなど大勢が異形者にされ、さらなる労働力を求めて他の生存者を襲う。
聖オルカンナ十字会
カッツェンボルンに修道院を置くローマ・カソリック系の修道会。かつてベルナルド・ギーに異端認定されかけたほど風通しの良い面があり、修道士らは修道会上層部の決定に率先して従えば自由に活動できるとされる。カッツェンボルンの街外れの修道院は街の規模に似合わぬほど大きなものとなっているが、これはカッツェンボルンがかつて魔女の多い土地柄とされていたためである。修道院内にも大きな図書館を備えており、聖物として「聖ベルンハルトの剣」を保管している。同じ作者の『レッドサン ブラッククロス』にも同名の修道会が名前のみ登場している。
ティーゲル戦闘団
グロスマイスター大尉ら回収部隊の後続の増援部隊として墜落地点に派遣された、ハイムマンSS少佐が指揮官を務める武装親衛隊の装甲戦闘団。戦闘団とはいえその規模は中隊程度でしかなく、主戦力は戦車13両、装甲兵員輸送車4両及びそれに乗る少数の随伴歩兵くらいしかないが、E-100試作超重戦車、マウス試作超重戦車、ティーガーII重戦車、シュトルムティーガー突撃砲など、クンメルスドルフ陸軍兵器試験場に置かれていた試作兵器や秘密兵器などの重装備で武装している。また、米英から鹵獲されたタンク・トランスポーターを装備している。
マジェスティック部門
フー・ファイターを調査しているアメリカ軍の部署。機密性の高い組織であり、後述するノイホルスト会議や日本・秩父山での事件の情報も手にしている。フッケバイン墜落を受けてイギリス軍とともにドイツ領内での活動を行う。上層部にはホイト・S・ヴァンデンバーグ少将、MITのジェローム・C・ハンセイカー教授などの人物が所属している。
ノイホルスト会議
1934年に列強各国政府の暗黙の了解のもとで、スイスのノイホルストで開かれた極秘の会合。1918年、シベリア出兵の最中に極秘で行われたツングースカ大爆発の合同調査にて、爆発地点で未知の人工物の破片と「巨大な何か」を持ち去った痕跡が発見され、これを地球外から何らかの人工物が墜落し、何者かが回収したとの推測から開催された。会議では、シベリアに墜落したのは地球外生物の母船で、なんらかの理由で墜落する直前に救命ボートとなる子機を脱出させた、と結論付けている。この際にアルベルト・アインシュタイン博士が母船を「タイタニック」、ヘルムート・ゲルトマン教授が子機を「フッケバイン」と名付けている。
秩父山中で発生した奇怪な事件
1943年に日本軍が謎の不明機を撃墜し、墜落場所の秩父山中へ調査に赴いた日本軍と墜落機が交戦に陥った事件。詳細は不明ながら、後にこの事件の情報は遣独潜水艦作戦に就いていた伊号第八潜水艦によってドイツへ、日本政府内のコミュニスト経由でソ連へ、そしてソ連内のスパイ経由でイギリスとアメリカに伝わった。

## 登場兵器

### 歩兵火器
MP44突撃銃
グロスマイスターを含む降下猟兵中隊が装備。
MG42機関銃
降下猟兵中隊が装備。
モーゼルHSc
グロスマイスターの私物の自動拳銃。
MP40短機関銃
ヴェッセルSS中尉のみが装備。
Kar98ライフル
カッツェンボルンの住民が武装した際に所持。
パンツァーファウスト対戦車擲弾
降下猟兵中隊が装備。
フリーゲルファウスト対空ロケット
降下猟兵中隊が装備。後にグロスマイスター自身も使用する。
パンツァーシュレック対戦車ロケット砲
降下猟兵中隊が装備。
ヴァムパイア歩兵夜戦機材
ZG1229 Vampir暗視装置。降下猟兵中隊が装備。

### ティーゲル戦闘団
E-100試作超重戦車
極秘裏に1両だけ完成されていた試作超重戦車。170ミリ戦車砲を搭載する。ティーゲル戦闘団に1両だけ配備。
マウス試作超重戦車
128ミリ戦車砲を搭載した試作超重戦車。1両だけ配備。
ヤークト・ティーゲル重駆逐戦車
マウスと同じ128ミリ戦車砲を搭載した重駆逐戦車。2両が配備。
ケーニクス・ティーゲルⅥ号b型重戦車
88mm砲を搭載した重戦車。4両が配備。
パンテルF試作中戦車
パンテル中戦車の砲塔部分などにおける欠点を改善した試作車。2両が配備。
シュトルム・ティーゲル突撃砲
ティーゲルI重戦車に固定戦闘室と38センチ臼砲を搭載した突撃砲。砲兵の代わりとして1両だけ配備。
ケッチェン試作兵員輸送車
パンテルから砲塔を取り払ったような見た目の試作装甲兵員輸送車。随伴歩兵とともに4両が配備。
対空戦車
パンテルの車体に57ミリ連装機関砲を搭載した試作対空戦車。2両が配備。
キューベルワーゲン
野戦四輪車。
タンク・トランスポーター
米英から鹵獲された戦車運搬車。
SdKfz9重牽引車
戦車牽引車。重すぎてタンク・トランスポーターに載せられないE-100などを多重牽引して移送する。

### 航空機
Me262ジェット戦闘機
フッケバインを撃墜したドイツ空軍機。
Fa223ドラッヘ輸送ヘリ
フッケバイン墜落地点へグロスマイスターら降下猟兵中隊を輸送した軍用輸送ヘリコプター。
P51ムスタング
グロスマイスターらがFa223で移動中に遭遇した米軍戦闘機。
モスキート
イギリス軍の爆撃機。作中では偵察機型が度々登場する。
B17爆撃機
米軍の爆撃機。終盤に登場。
シュトゥルモビク
ソ連軍の地上襲撃機。序盤にベルリンを移動中のグロスマイスターらを攻撃する。

### その他
シュヴュムワーゲン
水陸両用野戦車。親衛隊がカッツェンボルンに放置していった車両だが、後にグロスマイスターらが使用する。
ベンツSL3000四輪トラック
親衛隊がカッツェンボルンに放置していった車両。後にグロスマイスターらの中隊が使用する。
T34/85
ソ連軍の戦車。85ミリ戦車砲搭載。序盤と終盤に多数登場。
シャーマン中戦車
ソ連軍にアメリカからのレンドリースで供与された戦車。序盤にのみ登場。
エレファント重駆逐戦車
ベルリン近郊の国防軍装甲大隊の装備する駆逐戦車。序盤に登場。
パンテル中戦車
同じく装甲大隊の装備する中戦車。序盤に登場。
国防軍重トラクター - マウルティア
序盤にグロスマイスターらがベルリンへの移動の際に便乗した輜重部隊の車両。
III号突撃砲
爆撃で破壊され、ベルリンへの道中に放置されていた車両。
V2号ミサイル
長距離ロケット兵器。スコルツェニーが万が一に備え、墜落地点周辺へ発射する準備を整えさせる。

## 既刊一覧
新書版
富士見書房
- 鏖殺の凶鳥 : 1945年ドイツ・国籍不明機撃墜事件 ISBN 4-8291-7440-4 2000年3月（307頁）

文庫版
角川文庫
- 凶鳥「フッケバイン」 : ヒトラー最終指令 ISBN 978-4-04-373201-2 2003年10月（345頁）

愛蔵版
中央公論新社
- 凶鳥〈フッケバイン〉/黙示の島 ISBN 978-4-12-005639-0 2023年3月（480頁）

『黙示の島』との合本愛蔵版。短篇『如水上洛』、ルポ『二隻の護衛艦』、エッセイ『伊達邦彦は一人きり』、小泉悠の特別寄稿を併録。